# Millennium Force
Millennium Force ist eine Stahlachterbahn des Herstellers Intamin im US-amerikanischen Freizeitpark Cedar Point in Sandusky, Ohio. Es ist die 14. im Park gebaute Achterbahn seit Blue Streak 1964 und mit einem Investitionsvolumen von 25 Millionen US-Dollar eine der teuersten Anlagen in der Geschichte des Parks. Mit ihrer Fertigstellung im Jahr 2000 brach Millennium Force mehrere Weltrekorde. Es handelte sich um den ersten Vertreter der Giga Coaster, jener Achterbahnen, die eine Höhe von 300 Fuß (91 Meter) überschreiten.
Die Bahn erstreckt sich über eine Fläche von 5,3 Hektar und besitzt eine 2010 Meter lange geschlossene Schienenstrecke. Der auf den 94 Meter hohen und um 45 Grad geneigten Lifthill folgende First Drop beschleunigt die Züge auf eine Spitzengeschwindigkeit von 150 km/h. Am Lifthill kam erstmals bei einer modernen Achterbahn anstatt der sonst üblichen umlaufenden Förderkette ein Seilzug zum Einsatz. Weiterhin nutzte sie als erste Achterbahn Wirbelstrombremsen.

## Geschichte

### Ankündigung
Millennium Force wurde am 22. Juli 1999 als die höchste Achterbahn der Welt angekündigt, die den bisherigen Rekordhalter Fujiyama im japanischen Fuji-Q Highland ablösen würde. Don Miears, Generaldirektor von Cedar Point, sagte: „Millennium Force führt die Welt auf ein ganz neues Niveau von Achterbahnfahren“. Die Bahn werde 25 Millionen US-Dollar kosten und sei die größte Investition in der Geschichte von Cedar Point. Millennium Force werde im Themenbereich Frontier Trail gebaut und werde dort das Riesenrad ersetzen, das im Park an einer anderen Stelle wiederaufgebaut werde. Das Layout sei von Cedar Point selbst, Intamin und Werner Stengel entworfen worden.

### Bau und Eröffnung

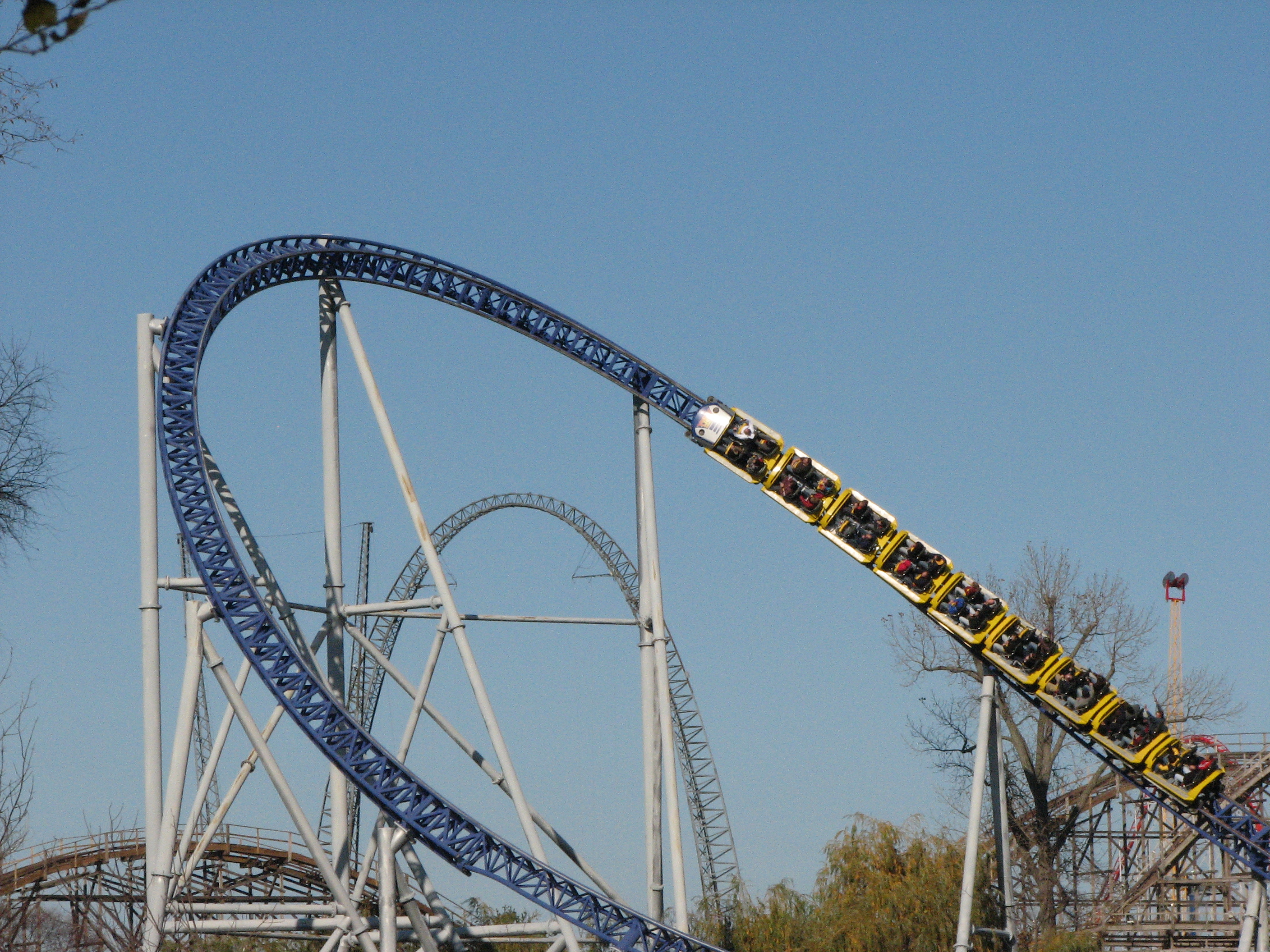
Die zweite übergeneigte Kurve

Die Bauarbeiten begannen im August 1999. Die Demontage und der Wiederaufbau des Riesenrades begannen im Oktober, am letzten Öffnungstag der Saison. Die ersten der 226 Stützen wurden am 11. Oktober am späteren Standort der Schlussbremse errichtet. 226 jeweils über 1,5 Meter lange Pfähle wurden in den Boden getrieben; der längste Pfahl war sogar 17 Meter lang. Die Betonarbeiten wurden von Mosser Construction durchgeführt. Der Lifthill wurde Anfang Januar 2000 fertiggestellt.
Der Bau dauerte sieben Monate, insgesamt waren 120 Arbeiter und Ingenieure daran beteiligt. Die Bahn wurde zwei Monate lang getestet. Nach Schienenschluss wurde ein Zug manuell einmal über die komplette Strecke geschoben, um sicherzustellen, dass die Schiene ordnungsgemäß verarbeitet wurde. Anschließend wurden die Züge mit wassergefüllten Dummys bestückt und getestet. Die erste Pressekonferenz wurde am 11. Mai 2000 abgehalten, die Eröffnung der Bahn fand am 13. Mai 2000 statt. Im August beauftragte Cedar Point John Hancock and Associates und Stalker Radar mit der Vermessung von Höhe und Geschwindigkeit von Millennium Force. Die Höhenmessung ergab 94,28 Meter und die Geschwindigkeit belief sich auf 150 km/h. Damit war Millennium Force sogar um rund 1,5 km/h schneller als vom Park angekündigt.
Zu Anfang der Saison 2004 wurde das Rückhaltesystem von Millennium Force aufgrund eines Zwischenfalls bei Bizarro in Six Flags New England überarbeitet. Die neuen Gurte waren kürzer und einige Fahrgäste hatten Probleme mit ihnen. Während der Jahre 2011, 2012 und 2013 erhielt Millennium Force einen neuen Anstrich. 2012 wurde ein neues LED-System zur Beleuchtung installiert.

## Fahrt

### Wartebereich und Station
Der Eingang zu Millennium Force befindet sich hinter der Station am Celebration Plaza der Parkeisenbahn Cedar Point & Lake Erie Railroad. Die Warteschlange verläuft zwischen der letzten übergeneigten Kurve des Layouts und dem Stationsgebäude. Während der Wartezeit werden die Besucher von einem Diskjockey unterhalten, der Wünschen der Wartenden nachkommt, soweit die gewünschte Musik familienfreundlich ist. 2012 wurde das Fast-Lane-System der Cedar-Fair-Gruppe eingeführt, bei dem Besucher sich ein Armband kaufen können, das ihnen erlaubt, sich an eine gesonderte, kürzere Warteschlange anzustellen. Das System wurde zuvor im Freizeitpark Kings Island der Gruppe getestet, wo es positive Rückmeldungen erhielt.
Die Station von Millennium Force verfügt über zwei Stationsplattformen: eine zum Be- und eine zum Entladen der Fahrgäste. Die Besucher steigen zu bzw. aus, während sich der dritte Zug auf der Strecke befindet. In der Station für den Einstieg befindet sich zudem eine separate Warteschlange für die erste Sitzreihe. In den Stationen sind als Deckenbeleuchtung rote Leuchtstoffröhren über der Schiene angebracht. Das Hauptthema des Soundtracks von Millennium Force wird ebenfalls in der Station gespielt.

### Layout

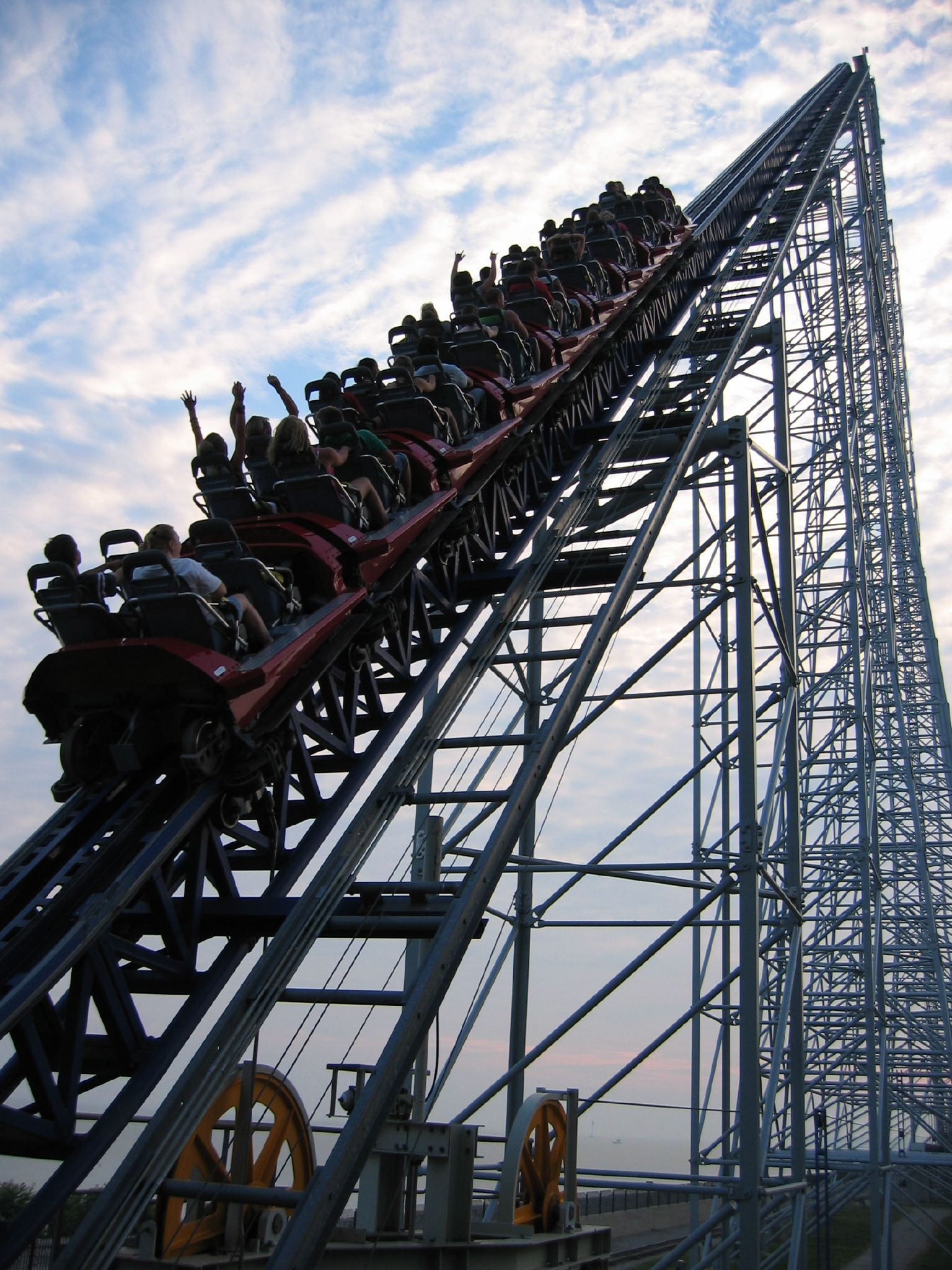
Ein Zug wird von dem Kabellift den Lifthill hinaufgezogen

Millennium Force erstreckt sich über eine Fläche von 5,3 Hektar. Die Bahn verläuft zunächst parallel der Küste des Eriesees und überquert dann eine im Park gelegene Insel, die auch die Wildwasserbahn Shoot the Rapids und Dinosaurs Alive! beherbergt. Die Strecke verläuft durch zwei Tunnel, drei übergeneigte Kurven und vier Airtime-Hügel. Die Fahrt dauert ungefähr 2 Minuten und 20 Sekunden.
Während die Fahrgäste in der Station in den Zug steigen, fährt der Mitnehmerschlitten des Kabellifts den Lifthill hinunter und arretiert unter dem mittleren Wagen des Zugs. Nach Freigabe des Zugs durch das Stationspersonal zieht die Seilwinde den Zug mit einer Geschwindigkeit von 24 km/h den um 45 Grad geneigten Lifthill auf eine Höhe von 94 Meter empor. Der Zug fährt den 91 Meter hohen und um 80 Grad geneigten First Drop hinunter und erreicht seine Spitzengeschwindigkeit von 150 km/h. Anschließend überwindet der Zug die 52 Meter hohe, um 122 Grad übergeneigte Kurve und durchfährt den ersten Tunnel, um dann den Grenzzaun des Parks zu passieren. Dann überfährt der Zug einen 55 Meter hohen Airtime-Hügel, auf dem die Fahrgäste kurzzeitig Schwerelosigkeit erfahren. Anschließend bewegt sich der Zug über eine Lagune, um dann mehrmals mit der Attraktion Dinosaurs Alive! zu interagieren. Es folgt eine 32 Meter hohe 360-Grad-Helix nach rechts, eine weitere übergeneigte Kurve und die Vorbeifahrt an Shoot the Rapids. Nach einer kleinen Rechtskurve und einem weiteren Airtime-Hügel verlässt der Zug wieder die Insel. Anschließend erfolgt die Durchfahrt durch den zweiten Tunnel, wo das Fahrtfoto aufgenommen wird. Der Zug durchfährt eine Linkskurve und einen kleinen Hügel und passiert die Warteschlange. Zum Schluss erklimmt der Zug die letzte, 21 Meter hohe übergeneigte Kurve über der Warteschlange und wird anschließend von Wirbelstrombremsen auf Schrittgeschwindigkeit verzögert. Die Fahrgäste verlassen die Bahn über die separate Ausladestation, wonach der Zug in der zweiten Station wieder bestiegen werden kann.

## Technik

### Züge

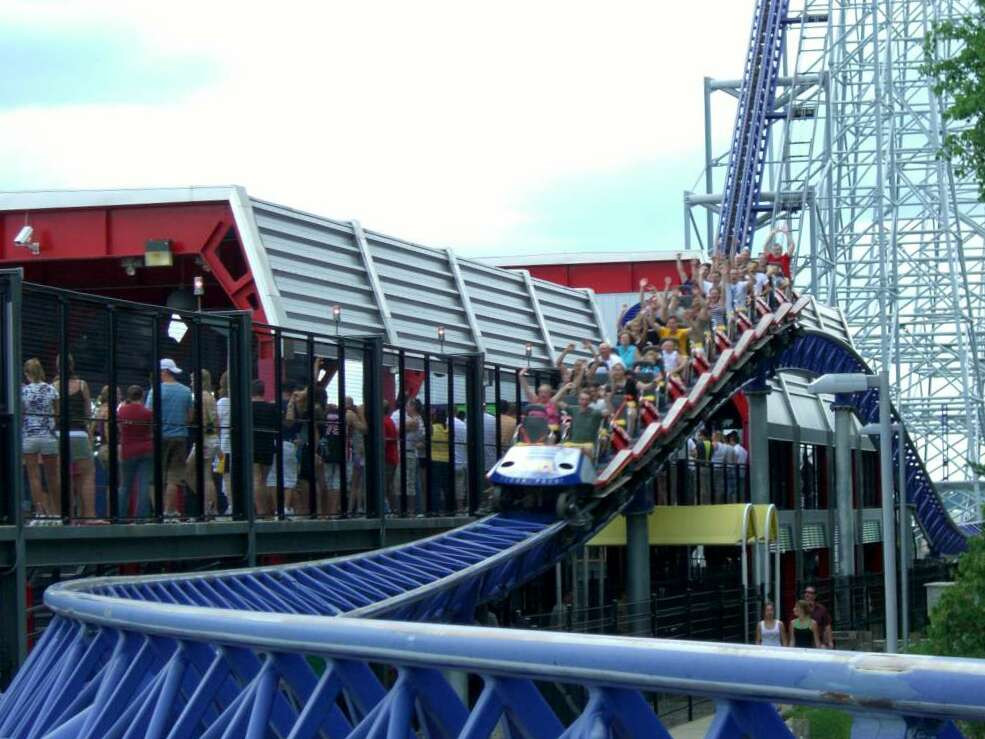
Der letzte Airtime-Hügel

Auf Millennium Force kommen drei aus rostfreiem Stahl gefertigte Züge in den Farben rot, blau und gelb zum Einsatz. Jeder der 19 Tonnen schweren Züge hat neun Wagen für jeweils vier Personen. Die theoretische Kapazität beläuft sich auf 1300 Personen pro Stunde. Die Sitzplätze sind als Stadium-Seating angeordnet, das heißt, jeder Sitzplatz befindet sich etwas höher als der Sitzplatz vor ihm. Als Rückhaltesystem fungieren hydraulische Schoßbügel mit einem zusätzlichen Sicherheitsgurt, der sich über den Schoß der Fahrgäste erstreckt.

### Schiene
Die aus Stahl gefertigte Schiene von Millennium Force ist 2010 Meter lang und an ihrer höchsten Stelle, dem Scheitel des Lifthills, 94 Meter hoch. Die 229 jeweils zwischen 5 und 7,7 Tonnen schweren Schienenstücke sind blau gefärbt; die Stützen sind silberfarben. Um Material und Gewicht einzusparen, sind die verarbeiteten Träger in allen Schienenstücken und Stützen hohl. Auf Millennium Force kommen je nach auftretender Belastung sowohl Zwei- als auch Drei- und Viergurtschienen zum Einsatz.

### Beleuchtung

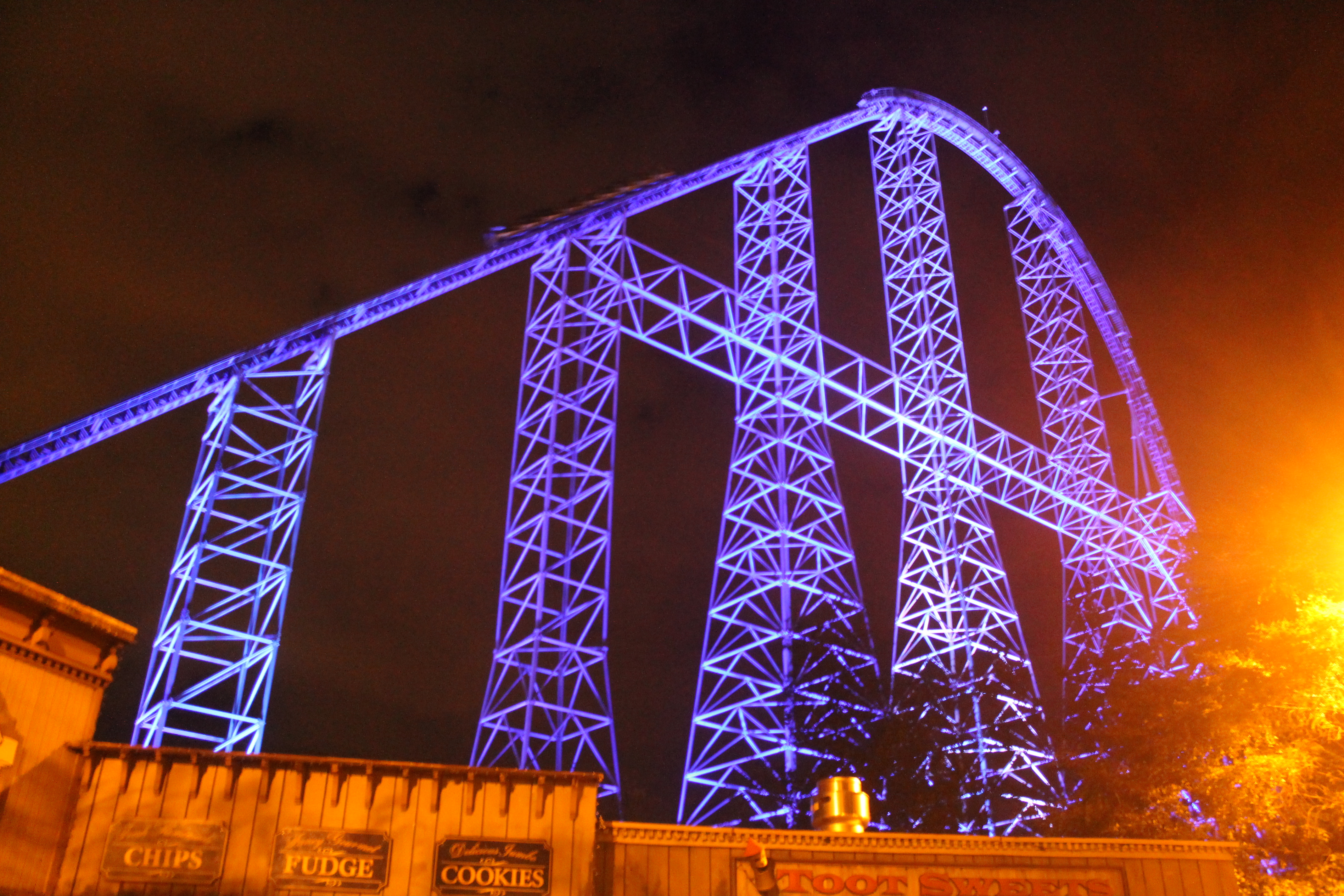
Der Lifthill bei Nacht

Seit seiner Eröffnung im Jahr 2000 wird die Stahlkonstruktion der Millennium Force in den Abendstunden, je nach Jahreszeit zwischen 19:30–20:00 Uhr und 0:00–1:00 Uhr, durch eine computergesteuerte Flutlichtanlage erleuchtet. Bis 2012 bestand die Anlage aus 30 Scheinwerfern mit 575 W Halogenmetalldampflampen, die um die sechs Türme des Lifthills positioniert waren und eine sich wiederholende 43-minütige Farbsequenz durchliefen. 2012 wurden diese durch 46 leistungsstarke LED-basierte Einheiten ersetzt, mit je 90 bis 180 farbigen 5 W Leuchtdioden.

### Sicherheitsbestimmungen
Aufgrund der Höhe und der hohen Geschwindigkeit ist Millennium Force bei schlechtem Wetter wie Regen, Gewitter oder Sturm geschlossen. Bei nur leichtem Regen kann der Fahrbetrieb jedoch fortgeführt werden.
Die Fahrgäste müssen zwischen 1,20 und 2,00 Meter groß sein, um mitfahren zu dürfen; ein Mindestalter ist nicht erforderlich. Beleibte Besucher dürfen nur mitfahren, wenn sie den Schoßbügel schließen und den Sicherheitsgurt anlegen können. Lose Gegenstände dürfen nicht mit in den Zug genommen werden und die Fahrgäste sind angehalten, Oberbekleidung und Schuhe zu tragen. Kopfhörer müssen vor Fahrtantritt abgelegt werden. Schwangeren, kürzlich operierten oder Besuchern mit sonstigen Beschwerden wird von der Achterbahnfahrt abgeraten.

## Rekorde

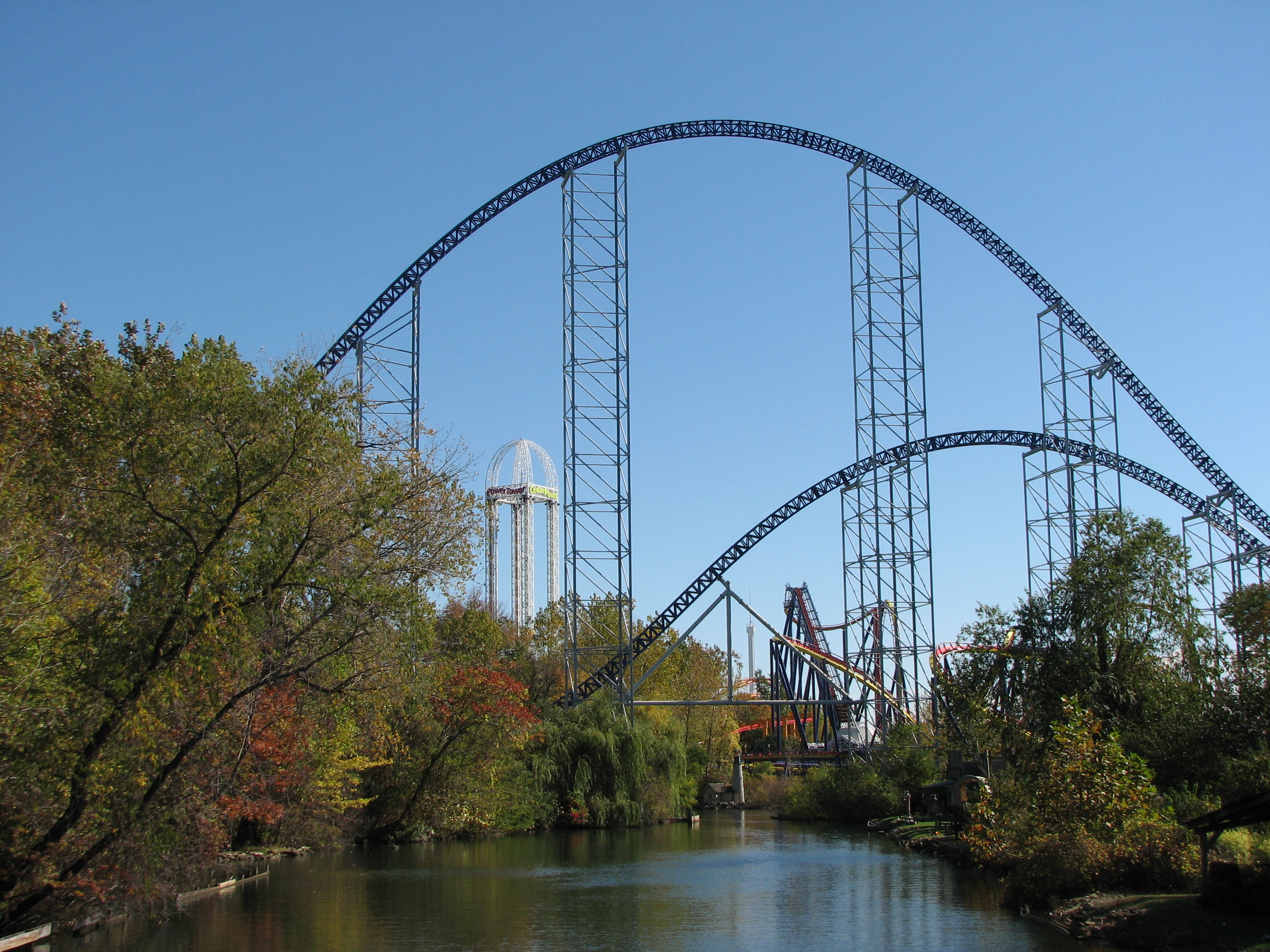
Die beiden Hügel, die über die Lagune und die Insel führen

Zum Zeitpunkt ihrer Eröffnung brach Millennium Force mehrere Weltrekorde. Sie nutzte als erste Achterbahn Wirbelstrombremsen statt mechanischer Reibbremsen sowie anstelle eines gewöhnlichen Kettenlifts einen Kabellift. Den Rekord für die höchste und schnellste Achterbahn mit geschlossener Strecke hielt Millennium Force jedoch nicht lange, da sie bereits vier Monate nach ihrer Eröffnung von Steel Dragon 2000 im japanischen Nagashima Spa Land abgelöst wurde. Etwas länger war sie die höchste und schnellste Achterbahn in Cedar Point: 2003 wurde der Top Thrill Dragster eröffnet, der zugleich die höchste und schnellste Achterbahn der Welt war.
Im Jahr 2013 besaß Millennium Force den sechsthöchsten Lifthill, die siebthöchste Geschwindigkeit, die viertlängste Strecke und die fünfthöchste Abfahrt einer Stahlachterbahn weltweit. Es handelt sich zudem um die längste Stahlachterbahn Nordamerikas.
Millennium Force brach zu ihrer Eröffnung am 13. Mai 2000 unter anderem folgende Rekorde:
- erste Achterbahn mit geschlossener Strecke, die über 91 Meter (300 Fuß) hoch ist (somit erster Giga Coaster)
- höchste Achterbahn mit geschlossener Strecke (94 Meter)
- längste Abfahrt einer Achterbahn mit geschlossener Strecke (91 Meter)
- schnellste Achterbahn mit geschlossener Strecke (150 km/h)
- steilstes Element einer Achterbahn, bei dem es sich um keine Inversion handelt (122°)
- erste Achterbahn mit Kabellift
- erste Achterbahn mit Wirbelstrombremsen

## Einfluss

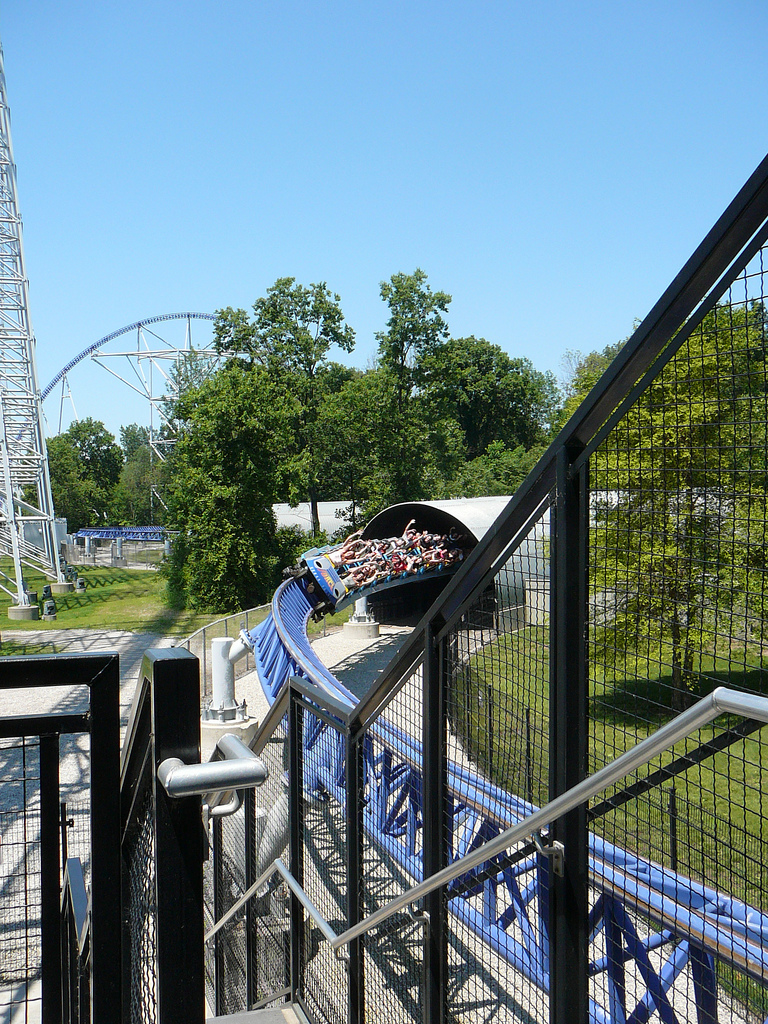
Ein Zug verlässt den zweiten Tunnel

Millennium Force setzte neue Maßstäbe im Achterbahnbau. Nach ihr wurden viele weitere Achterbahnen mit Kabellift gebaut, der wartungsärmer als ein konventioneller Kettenlift ist, höhere Lasten befördern kann und schneller läuft. Nach Millennium Force wurden ebenfalls mehr Achterbahnen gebaut, die die Höhe von 91 Meter (300 Fuß) überschreiten. Vier Jahre später wurde in Cedar Point der Top Thrill Dragster eröffnet, der erstmals die Höhe von 120 Metern (400 Fuß) überschritt und auch von der Intamin AG gebaut wurde, welche erst 2010 mit Intimidator 305 in Kings Dominion den nächsten Giga Coaster errichtete. Intimidator 305 besitzt viele Ähnlichkeiten zu Millennium Force: Er besitzt auch einen Kabellift und ein ähnliches Layout, anstatt Schoß- aber Schulterbügel.

## Rezeption
Millennium Force hat einen der längsten Wartebereiche im Park. Kurz nach der Eröffnung war es keine Seltenheit, dass Besucher über vier Stunden auf die Fahrt warten mussten. Von den Fahrgästen erhielt die Bahn überwiegend positive Kritiken. Für viele laufe die Bahn ruhig und biete viel Komfort. Andere sagen: „Sie wird dich zu Tode erschrecken“. In ihren ersten sechs Betriebsjahren transportierte Millennium Force über zehn Millionen Fahrgäste. Bis August 2012 verzeichnete sie 21 Millionen Besucher. Werner Stengel hat bekundet, von über 500 Achterbahnen, die er konstruiert hat, sei Millennium Force seine Lieblingsbahn. Robb Alvey, Gründer der Website Theme Park Review, nannte die Bahn einen „Meilenstein in der Geschichte der Achterbahnen“. Seit 2001 wurde Millennium Force zehnmal bei den Golden Ticket Awards der Fachzeitschrift Amusement Today zur besten Stahlachterbahn der Welt gewählt.